# Walter Edhofer
Walter Erich Edhofer (* 16. Juni 1911 in Wien; † 11. Mai 1971 in Madrid) war ein österreichischer Schauspieler und Résistancekämpfer im Zweiten Weltkrieg.

## Leben und Wirken
Walter Edhofer war der ältere von zwei Söhnen des Wiener Kinobesitzers Rudolf Edhofer und dessen Gattin Ludmilla, geb. Dorntreil. Während seiner Gymnasialzeit tat er sich als Skiläufer hervor und wurde österreichischer Jugendskimeister. Durch seinen Vater, den Präsidenten der Wiener Kinogemeinde, kam Walter Edhofer bereits früh in Kontakt mit dem damals noch stummen Film und versuchte sich zunächst als Kameramann bei der Sascha Filmindustrie. Dort wurde der Regisseur Fritz Weiß auf ihn aufmerksam und übertrug dem erst 18-Jährigen die Titelrolle in seinem neorealistischen Liebesmelodram Der Vagabund, in dem Edhofer „mit seiner strahlenden Jungenphysiognomie“ und „mit blitzenden Zähnen die Freude am Schweifen“ verkörperte. Der Erfolg seines Filmdebüts veranlasste ihn zur Übersiedlung nach Berlin.
Im Anschluss an seine Mitwirkung in Heinz Pauls Weltkriegs-Dokudrama Die Somme. Das Grab der Millionen machte der Nachwuchskünstler eine kurzlebige Karriere beim soeben etablierten Tonfilm. Nachdem er 1931 als Der Herzog von Reichstadt an der Seite von Lien Deyers agiert hatte, wurde er von der deutschen Cinema-Film unter Vertrag genommen, bekam aber keine Rollen zugeteilt. Erst gegen Ende des Jahres wurde Edhofer für Géza von Bolvárys Liebeskommando engagiert, dem kurz darauf Die Wasserteufel von Hieflau folgte, worin er neuerlich in einer der Titelrollen zu sehen war. Parallel zu seiner filmischen Tätigkeit trat der Wiener auch an der von Fritz Weiß geleiteten „Bühne der Jungen“ auf. Bereits 1933 verabschiedete sich Edhofer mit Richard Oswalds Wenn du jung bist, gehört dir die Welt von der Leinwand, da er nach der NS-Machtergreifung wegen seiner antifaschistischen Gesinnung nach Paris emigrierte.
In der französischen Hauptstadt arbeitete Edhofer u. a. als Laborant in der Farbfilmentwicklung. Nach Ausbruch des Zweiten Weltkriegs wurde er als feindlicher Ausländer interniert, kam jedoch frei, indem er sich zur Fremdenlegion meldete. Über Tanger gelang ihm anschließend die Flucht nach London, wo er als Geheimagent für die Alliierten angeworben wurde und zuletzt im Rang eines Lieutenant Colonel in der US-Armee diente. 1947 wurde er mit der Médaille de la Résistance ausgezeichnet.
Nach Kriegsende zunächst wieder in Paris ansässig, kehrte Edhofer einige Jahre später nach Deutschland zurück und ließ sich in Frankfurt am Main nieder. Dort heiratete er 1954 Doris Kurtz, die Tochter eines ehemaligen Prokuristen der I.G. Farben. Beruflich war Edhofer nun als Kaufmann und Dolmetscher für verschiedene Unternehmen tätig, vor allem für Philip Rosenthal, den er aus seiner Zeit bei der Fremdenlegion kannte. Sein vielseitiges Wirken führte ihn erneut oft ins Ausland. 1961 ließ er in Frankreich ein Blutdruckmessgerät patentieren.
Walter Edhofer starb 1971 während eines Aufenthalts in Madrid und wurde auf dem Cementerio de la Almudena beigesetzt.

## Filmografie
- 1930: Der Vagabund
- 1930: Die Somme. Das Grab der Millionen
- 1931: Der Herzog von Reichstadt
- 1931: Liebeskommando
- 1932: Die Wasserteufel von Hieflau
- 1933: Wenn du jung bist, gehört dir die Welt